# MY TIME TO SHINE
「MY TIME TO SHINE」（マイ・タイム・トゥ・シャイン）は、DREAMS COME TRUEの49枚目のシングル。2012年5月16日に発売された。

## 概要
前作の「LIES, LIES.」から約1年7ヶ月ぶりとなるシングル。収録曲全てにタイアップが付いている。
- 表題曲である「MY TIME TO SHINE」は「ファンケル 無添加スキンケア」CMソング、TBS系全国ネット「アシタスイッチ～MY TIME TO SHINE～」テーマソング、テレビ東京系列「DANCE＠TV」11月度オープニングテーマに起用。ファンケルのCMには吉田が出演している。
- 「愛がたどりつく場所」はミスタードーナツ新ドーナツソング、「WE LOVE HOKKAIDO シリーズ 2015」テーマソング （※北海道日本ハムファイターズ スペシャルコラボレーション）
- 「想像を超える明日へ」はトヨタ エスティマハイブリッド X DREAMS COME TRUE プロジェクトソングに起用され、CMにはメンバー揃って出演。
- 初回限定盤にはボーナストラックとして、アルバム「WONDER 3」収録曲「時間旅行」をリマスタリング収録、収録曲3曲のミュージック・ビデオを収録したDVDが付属、アリーナツアー先行予約チラシを封入。一部店舗では外付け特典として、A5サイズ全20ページのフォトブックが付いている。
- デジタル・ダウンロードでは、収録曲ごとに異なるジャケットが用意されている。

## 収録曲

### CD
| 全作詞: 吉田美和、全編曲: 中村正人。 |                        |           |                    |      |
| #                                    | タイトル               | 作詞      | 作曲               | 時間 |
| 1.                                   | 「MY TIME TO SHINE」   | 吉田美和  | 中村正人           | 4:32 |
| 2.                                   | 「愛がたどりつく場所」 | 吉田美和  | 吉田美和、中村正人 | 4:36 |
| 3.                                   | 「想像を超える明日へ」 | 吉田美和  | 中村正人、吉田美和 | 4:16 |
| 合計時間:                            | 合計時間:              | 合計時間: | 13:24              |      |

| #  | タイトル     | 作詞     | 作曲・編曲         | 時間 |
| -- | ------------ | -------- | ------------------ | ---- |
| 4. | 「時間旅行」 | 吉田美和 | 吉田美和、中村正人 | 4:19 |

### DVD
1. MY TIME TO SHINE ミュージックビデオ
2. 愛がたどりつく場所 ミュージックビデオ
3. 想像を超える明日へ ミュージックビデオ

## 収録アルバム
- ATTACK25 (#1,2,3, #2,3はAlbum Version)
- DREAMS COME TRUE THE BEST! 私のドリカム (#2)
- DREAMS COME TRUE THE ウラBEST! 私だけのドリカム (#1)